# Classe Uraga
La classe Uraga è una classe di cacciamine giapponesi, composta da 2 unità costruite tra il 1995 e il 1998 per la Kaijō Jieitai. Sono entrate in servizio rispettivamente nel 1997 e 1998. Le loro grandi dimensioni e capacità le rendono particolarmente utili nelle operazioni di sminamento come navi appoggio in grado di fornire un adeguato supporto per ogni esigenza.

## Storia
Le unità della classe Uraga sono navi di dimensioni piuttosto grandi concepite come navi appoggio per le operazioni di sminamento. Costruite nel periodo 1995-1998, hanno sostituito la precedente classe Hayase, navi equivalenti ma molto più piccole, rispetto alle quali sono molto più prestanti, con un consistente armamento, un'ampia piattaforma e un hangar per l'elicottero, e un portellone di carico posto a poppa.

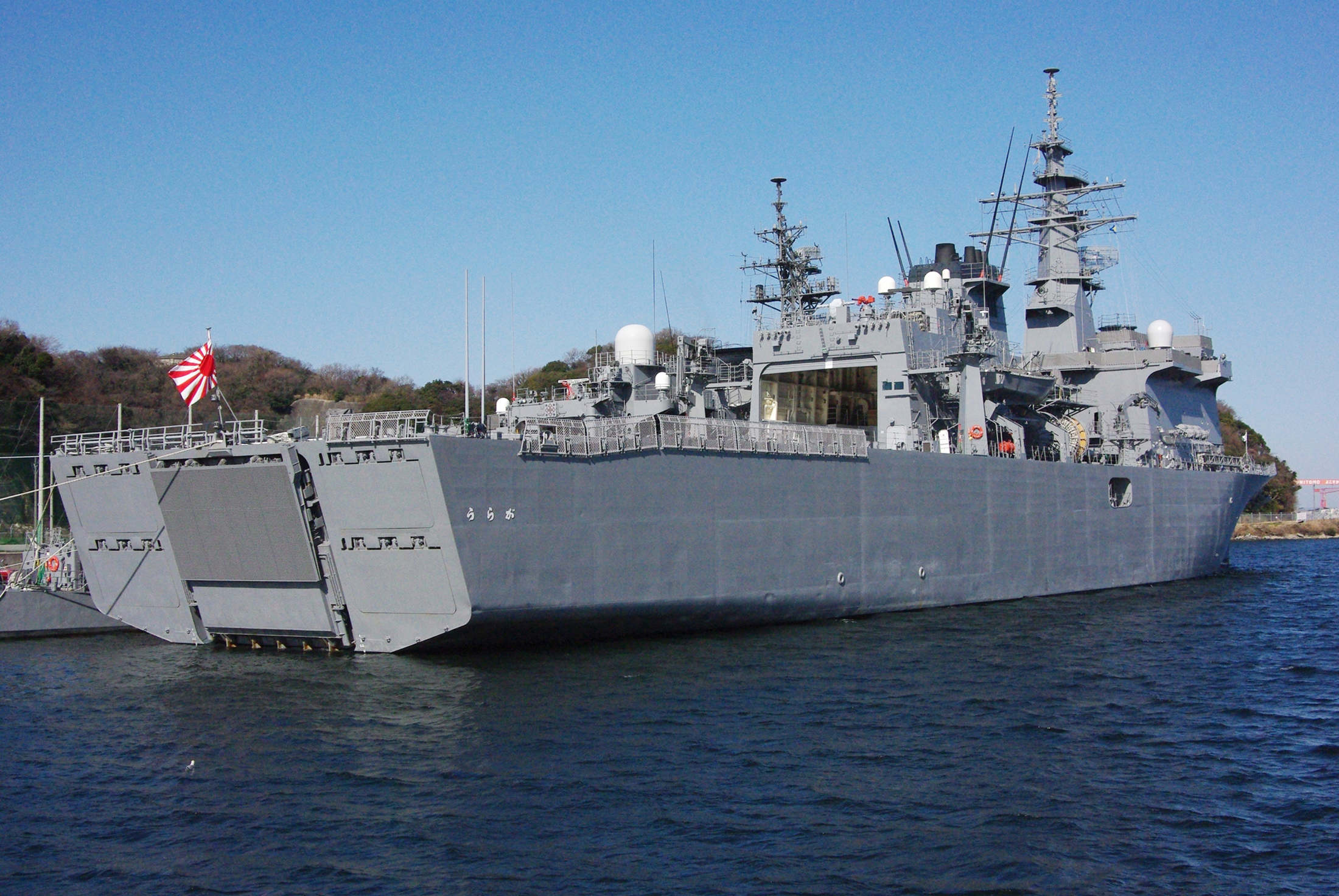
La capoclasse Uraga (MST-463).

Il nome Uraga assegnato alla classe deriva dal toponimo del canale nella baia di Tokyo.

## Caratteristiche tecniche
Le dimensioni sono considerevoli, con una lunghezza di 141 metri e una larghezza di 22 metri, mentre il dislocamento standard è di 5.650 tonnellate, che raggiunge 6.850 tonnellate a pieno carico.

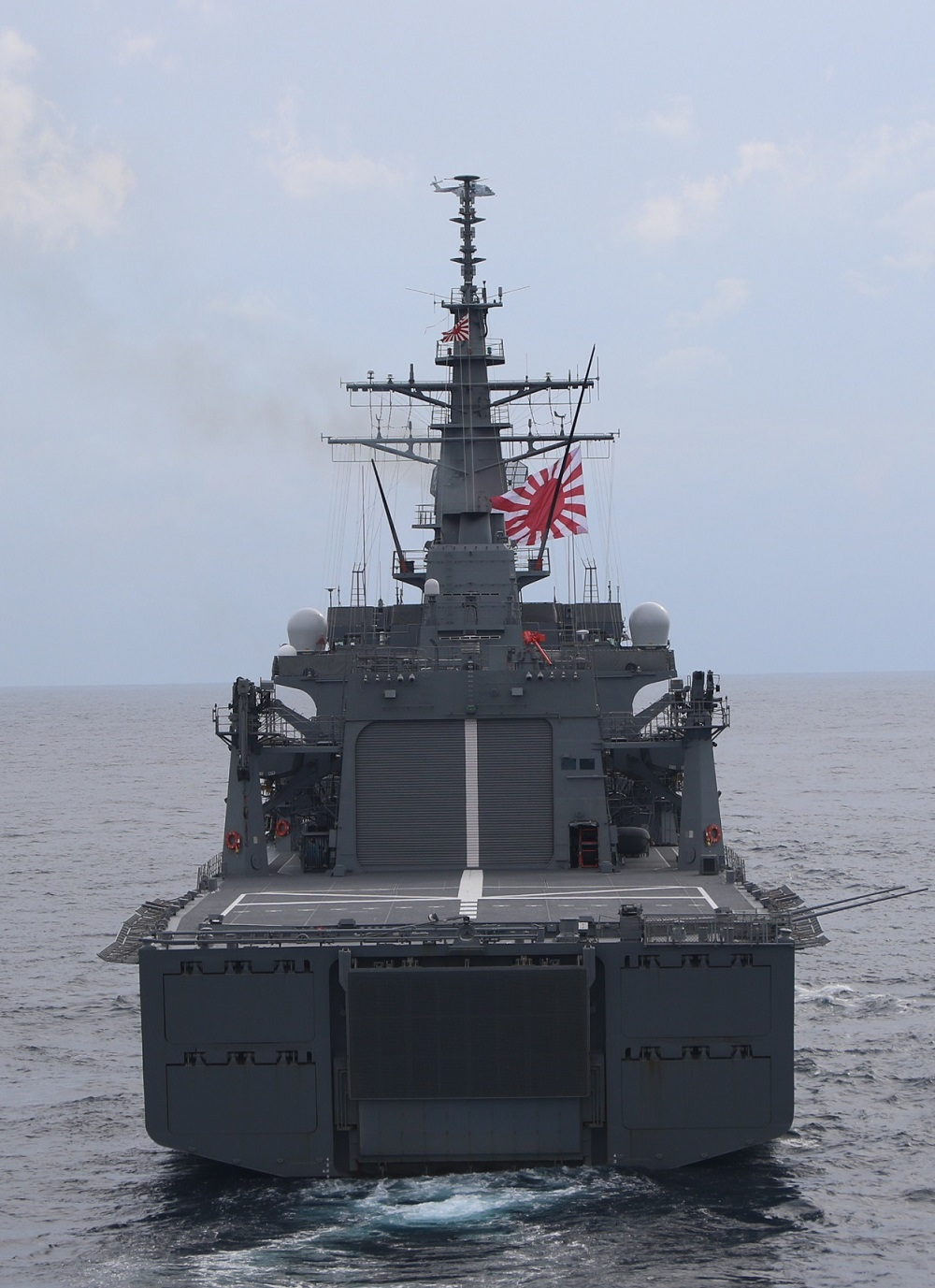
Vista posteriore della nave Uraga (MST-463) con il portellone centrale per l'accesso al pozzo di carico e lateralmente i quattro portelloni per il rilascio delle mine.

Il design è simile a quello delle navi da trasporto della classe Osumi, con la prua dotata di bulbo, e un grosso portellone di carico posto a poppa. La struttura principale è costituita da un ponte piatto, con un pozzo di carico al centro, e posteriormente un ampio hangar per l'elicottero e una piattaforma con ponte di volo. Su entrambi i lati sono disposti i depositi delle mine, mentre le attrezzature per lo sminamento sono posizionate al centro e nell'hangar. 

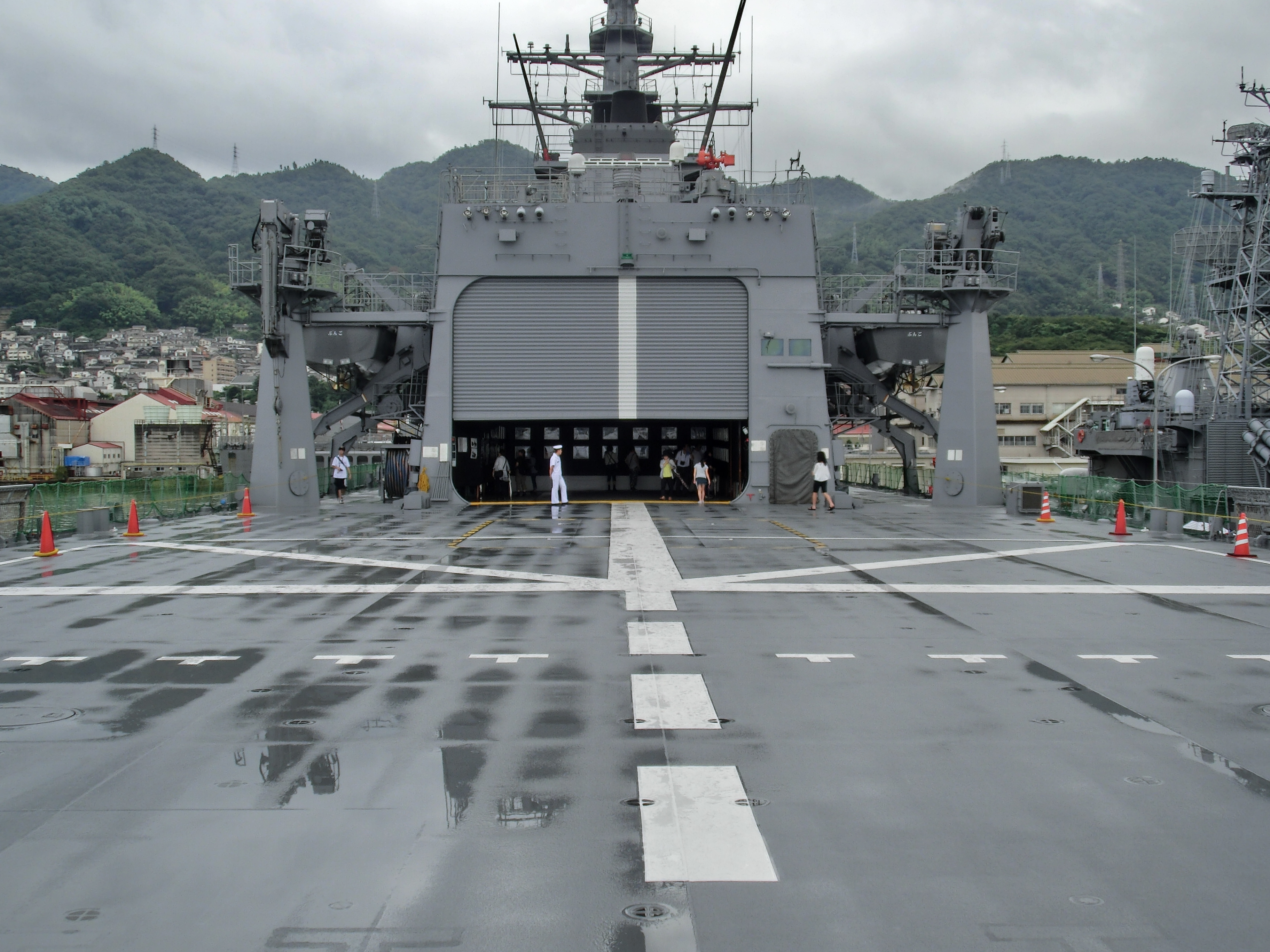
L'ampio ponte di volo della nave Bungo (MST-464).

L'apparato propulsivo è composto da due motori diesel Mitsui 12V42M-A a quattro tempi V12, con una potenza ciascuno di 9.900 hp, per un totale complessivo di 18.800 hp distribuito su due assi con eliche a passo variabile. A prua sono installati anche dei piccoli propulsori per agevolare le manovre. La velocità massima raggiungibile è di 22 nodi.

## Armamento
L'artiglieria principale è rappresentata da un cannone Oto Melara da 76/62 mm Compatto (installato però solo sulla seconda unità), che ha capacità antiaeree e antinave, ma può svolgere anche la funzione di arma per il bombardamento costiero, se necessario.

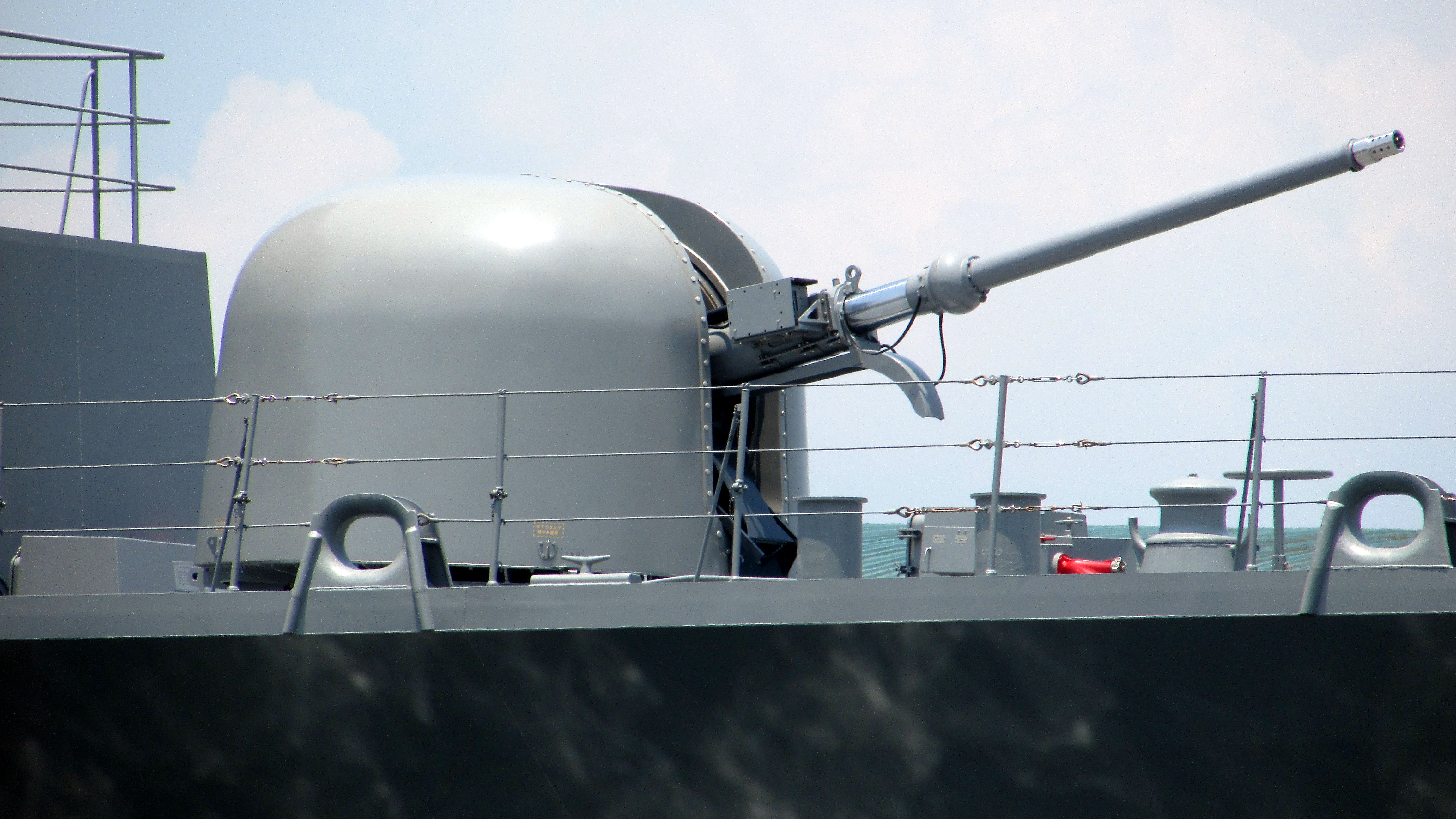
Il cannone da 76 mm installato a prua sul Bungo (MST-464).

Il sistema più importante è però costituito dall'elicottero imbarcato, inizialmente un Sikorsky MH-53E Sea Dragon, e successivamente dal 2011 un AgustaWestland MCH-101, prodotto su licenza da Kawasaki Heavy Industries.

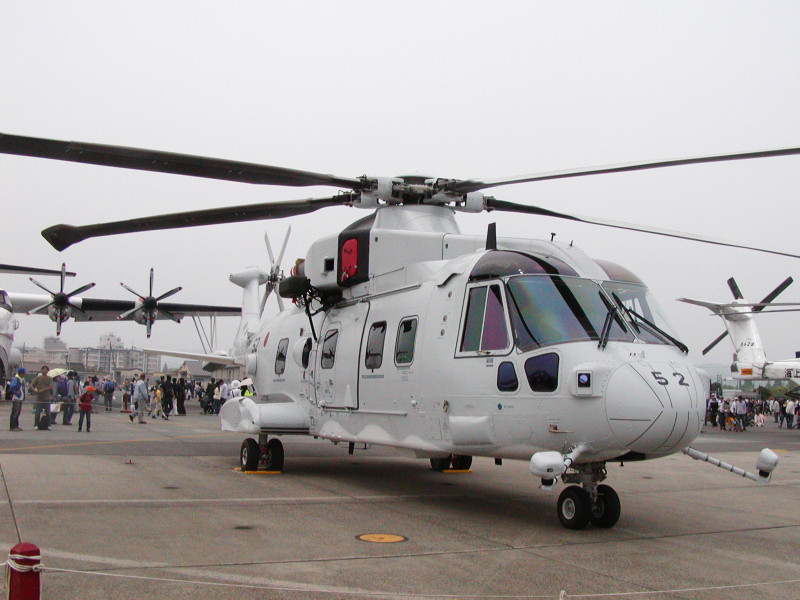
Il sistema più importante è costituito dall'elicottero MCH-101 che consente operazioni di sminamento elettromagnetico.

Gli elicotteri MCH-101 possono impiegare diverse armi, ma sono utilizzati soprattutto per le operazioni di sminamento con il dispositivo elettromagnetico Northrop Grumman AN/SQS-24A e il sistema di rilevamento laser Northrop Grumman AN/AES-1 ALMDS (Airborne Laser Mine Detection System). 
Infine la nave può trasportare 230 mine, ed è dotata di attrezzatura per la posa e il loro posizionamento.

## Unità
| Nome  | Distintivo ottico | Stato       | Cantiere navale  | Impostazione   | Varo           | Ingresso in servizio | Radiazione |
| ----- | ----------------- | ----------- | ---------------- | -------------- | -------------- | -------------------- | ---------- |
| Uraga | MST-463           | In servizio | Hitachi, Maizuru | 19 maggio 1995 | 22 maggio 1996 | 19 marzo 1997        |            |
| Bungo | MST-464           | In servizio | Mitsui, Tamano   | 4 luglio 1996  | 24 aprile 1997 | 23 marzo 1998        |            |